# トヨタ・C型エンジン (2代目)
トヨタ・C型エンジン（トヨタ・Cがたエンジン）は、トヨタ自動車工業（現・トヨタ自動車）がかつて製造していた水冷直列4気筒ディーゼルエンジンの系列である。
日本初の乗用車用ディーゼルエンジン。

## 概要
1,500ccクラスのR型ガソリンエンジンのシリンダーブロックをそのまま流用して、渦流室式燃焼室を採用した試験的なディーゼルエンジンとして1959年10月に初代トヨペット・クラウンに搭載された。しかし、R型ガソリンエンジンをベースとしたエンジン故にシリンダーの剛性不足が大きな問題となり、最高出力も40馬力までに留まり、この当時の自動車用ディーゼルエンジンとしては結果的に心もとない性能となってしまった。C型ディーゼルエンジンでの失敗が契機となり、後に登場するR型ガソリンエンジンと同等の出力を有するJ型ディーゼルエンジンに生かされることとなった。
- 生産期間
  - 1959年9月 - 1961年3月（国内向け）

## 系譜
- エンジン型式一覧の自動車用エンジンの系譜を参照。

## 型式

### C
- 種類：直列4気筒OHV 8バルブ 過流室式
- 排気量：1,491cc
- 内径×行程：78.0×78.0
- 圧縮比：19.0
- 最高出力：30kW(40PS)/4,000rpm
- 最大トルク：83Nm(8.5kgf-m)/2,400rpm
- 搭載車種（車両型式）
  - （初）初代トヨペット・クラウン・ディーゼル（CS20/CS21）